# Louise af Storbritannien
|  | For den britiske prinsesse, se Louise af Storbritannien (1848-1939) |